# Nidal Čelik
Nidal Čelik (* 17. Juli 2006 in Sarajevo) ist ein bosnisch-herzegowinischer Fußballspieler, der aktuell beim RC Lens in der Ligue 1 spielt.

## Karriere

### Verein
Čelik begann seine fußballerische Ausbildung im Jahr 2017 beim FK Sarajevo. Dort spielte er in der Saison 2020/21 mit 14 Jahren die ersten drei Male für die U17-Mannschaft der Bosnier. 2021/22 war er dort Stammspieler, lief 29 Mal auf und wurde mit den B-Junioren bosnischer Meister. Kury vor seinem 16. Geburtstag unterzeichnete er im Juli 2022 seinen ersten Profivertrag bis Juni 2025. In der Spielzeit 2022/23 absolvierte er größtenteils Partien für die A-Junioren, mit denen er 2023 auch direkt Meister und Pokalsieger wurde. Zudem stand er die ersten Male im Spieltagskader des Profiteams in der Premijer Liga. Nachdem er 2023/24 in der Hinrunde bereits sechs Tore für die U19-Mannschaft geschossen hatte, debütierte Čelik am 9. Dezember 2023 (17. Spieltag) gegen den NK GOŠK Gabela in der höchsten bosnischen Spielklasse, als er beim 3:0-Sieg spät eingewechselt wurde. Gegen Ende der Spielzeit lief er immer häufiger auf und kam so auf zehn Saisoneinsätze bei den Profis. Mit dem U19-Team spielte er zudem in der UEFA Youth League und verteidigte den Meistertitel. Im Juni 2024 verlängerte er seinen Vertrag um zwei Jahre, bis 2027. In der Hinrunde der Saison 2024/25 spielte er 15 Mal für Sarajevo und war in den letzten Spielen mit 18 Jahren bereits Kapitän des Teams.
Kurz vor Transferschluss wechselte er im Winter 2025 nach Frankreich zum Erstligisten RC Lens.

### Nationalmannschaft
Čelik spielte bereits für diverse Juniorennationalmannschaften Bosnien und Herzegowinas. Besonders viele Partien absolvierte er für das U17- und U19-Team, wo er jeweils in den EM-Qualifikationen gesetzt war. Auch für die U21-Herren kam er bereits zum Einsatz, ebenfalls in der EM-Qualifikation.
Im November 2024 wurde Čelik erstmals für die bosnisch-herzegowinische A-Nationalmannschaft nominiert, wurde jedoch in den beiden Nations-League-Spielen gegen Deutschland und die Niederlande nicht eingesetzt.

## Erfolge
FK Sarajevo
- Bosnischer U19-Meister: 2023, 2024
- Bosnischer U19-Pokalsieger: 2023
- Bosnischer U17-Meister: 2022